# АвтоКубань
АО «АвтоКубань» (бывший Краснодарский механический завод «Кубань») — бывшее советское и российское предприятие, занимавшееся производством пассажирских и специальных автобусов марки «Кубань». Выпускались модели на основе ГАЗ, УАЗ и TATA.
В советское время механический завод «Кубань» был крупным производителем агитационного транспорта, такого как передвижные клубы, кинотеатры, музеи, книжные лавки и т.д. 
Завод располагался в г. Краснодаре по адресу: ул. Рашпилевская, д. 321.

## История

### Советский период
В ноябре 1959 года Совет народных депутатов Краснодарского края постановил организовать ремонтно-производственный комбинат, находящийся в подчинении Управления культуры Краснодарского крайисполкома. В первые годы комбинат занимался ремонтом театральной и библиотечной техники.
В 1962 году Министерству культуры СССР срочно потребовались агитационные автобусы для работы в отдалённых поселениях. Для их производства 12 апреля 1962 года был реорганизован автобусно-мебельный цех краснодарского ремпромкомбината, который получил название «Краснодарский механический завод нестандартного оборудования».
Руководство министерства требовало предъявить им новый автобус к концу лета 1962 года, поэтому на заводе был быстро создан автобус с деревянным каркасом кузова на шасси ГАЗ-51А. Кузов был изготовлен по чертежам автобуса КАГ-3, присланным с Каунасского авторемзавода № 3. Модель получила наименование «Кубань-62». 
Сразу же по этому проекту на заводе было начато изготовление автоклубов и автокниголавок «Кубань-62А». 
Летом 1963 года после доработок широкой публике на выставке предприятий треста «Главпромснабсбыт» Минкультуры РСФСР был представлен автобус «Кубань-63». Зимой новая модель была запущена в серийное производство.
Для нужд министерства культуры к середине 1960-х было создано много новых видов специальных машин, наращивались объёмы производства. В 1963 году было выпущено 293 машины, а в 1966 году объём выпуска вырос до 955 экземпляров. Вместе с этим велись работы по доработке выпускаемых автобусов. Это привело к появлению моделей автоклуба «Кубань-64», автобиблиотеки «Кубань-65А» и опытного автобуса на полноприводном шасси ГАЗ-63.
В середине 1960-х на заводе проводились эксперименты с использованием цельнометаллических кузовов на каркасе из труб прямоугольного сечения, в результате чего в 1966 году появились две опытных модели. В 1967 году на заводе была выпущена опытная партия из 30 автоклубов «Кубань-66» с цельнометаллическим кузовом, после чего в марте 1967 года завод полностью перешёл на серийный выпуск таких автобусов под индексом «Кубань-Г1А». Впоследствии на базе модели было создано 4 модификации спецавтомобилей: автобиблиотека, автоклуб, автокниголавка и автомузей. Новая модель была оценена как более удобная и практичная.
В конце 1960-х планировались к производству новые разработки завода — автобусы серий «Г2», «Г3» и «Г4». Предполагалось начать выпуск опытной партии в 1969 году в количестве 1000 штук, но изготовили около 30 машин, причём отдельные модернизировались в процессе выпуска (такие несли уже индекс «Г4АМ»), потому абсолютно одинаковых среди них не было. По заказу курортного управления Сочи, были изготовлены автобусы с открытыми кузовами типа «торпедо».
В процессе производства происходила постоянная модернизация выпускаемых автобусов, хотя индекс модели при этом не менялся. 
В 1967 году на завод также было освоено производство микроавтобусов на базе УАЗ-452, которые получили название «Кубанец» серии У1. Пассажирские версии «Кубанца» имели индекс У1А, а автоклубы – У1К. Характерным отличием микроавтобуса «Кубанец» от УАЗа были диагональные рёбра жёсткости на боковинах кузова. Автоклубы обычно имели в своём индексе аббревиатуру ТСК (транспортное средство культуры). Помимо стандартных модификаций, постепенно осваивались и нестандартные версии, такие как детские автопоезда для крупных парков культуры и отдыха. 
В 1975 году после перехода в производстве на шасси ГАЗ-52-04 и незначительных изменений внешнего вида автобусы получили новый индекс – Г1А1. Одновременно с этим на испытания были направлены опытные образцы автобусов «Кубань-Г4АС» на шасси ГАЗ-53А. Однако серийно завод смог наладить выпуск Г4А лишь в 1982 году, когда директором стал Евгений Бабичев. Благодаря использованию более длинного шасси (база 3700 мм) удалось повысить пассажировместимость. После перехода на шасси ГАЗ-53А автобус получил двигатель V8 ЗМЗ-511 (до этого автобусы комплектовались рядными 6-цилиндровыми двигателями ГАЗ-52).
Некоторое время автобусы Г1А1 и Г4А выпускали параллельно, но выпуск более ранней модели начали постепенно сворачивать, и к 1985 году завод выпускал только Г4А. Техническую документацию на производство «Кубань-Г1А1» в 1971 году передали Будённовскому ремонтно-механическому заводу, где в последующем автобусы «Кубань» выпускались параллельно с краснодарским предприятием.
В 1986 году к версиям микроавтобуса «Кубанец» добавилась модель с отдельным грузопассажирским кузовом, получившая название КМЗ-Т12.02. На базе КМЗ-Т12.02. на заводе выпускались обычные пассажирские версии (вахтовки), автоклубы, диагностические станции ГАИ, пикапы (Кубанец-ТСК2-08) и т.д.
Базовая модель Г1А1-01 быстро устаревала, и в 1989 году на заводе была предпринята последняя попытка его модернизации. Новая модель, получившая индекс Г1А1-02, выпускалась на шасси ГАЗ-53-12, внешне отличалась от старой «Кубани» квадратной крышей, подфарниками и задними фонарями нового образца. В 1989 году был выпущен 100-тысячный автобус марки «Кубань» именно этой модели.

### Постсоветский период
Спрос на морально устаревшие автобусы быстро снижался (в связи с распадом СССР необходимость в агитационном спецавтотранспорте отпала), и, выпустив 112,5 тысяч экземпляров автобусов «Кубань», завод в 1993 году прекратил их производство.
В 1993 году завод вошёл в состав концерна «Аврон», занимавшийся сборкой индийских шасси ТАТА-407/31. Это помогло создать новую линейку автомобилей, которую предприятие в небольшом количестве выпускало до начала 2000-х годов: микроавтобус Кубань-ТАТА-3225, Кубань-ТАТА-3226, грузопассажирский автомобиль Кубань-ТАТА-2306 «Фермер» и фургон «Кубань-ТАТА-3787». Спрос на Кубань-ТАТА был достаточно низким, поэтому их производство для завода было убыточным.
В 1994 году завод был акционирован и переименован АООТ «АвтоКубань». Через год на Московском автосалоне-95 была показаны новая модель Кубань-ГАЗ-3232-01, разработанная на «АвтоКубань» на базе ГАЗели. Запуску новой модели в серийное производство способствовал госзаказ для прокуратуры и МВД на поставки служебных криминалистических лабораторий (Кубань-ГАЗ-32321-010-03). 
Постепенно завод освоил выпуск множества различных модификаций Кубань-ГАЗ-3232:
- Кубань-ГАЗ-33023 —  бортовой грузовик с 7-местной кабиной;
- Кубань-ГАЗ-32321 —  пассажирский микроавтобус с высокой крышей;
- Кубань-ГАЗ-3232-01-01 — 5-местный пассажирский микроавтобус;
- Кубань-ГАЗ-3232-02 —  комби с 9-местной трехрядной кабиной;
- Кубань-ГАЗ-3232-03 —  комби с 2-рядной кабиной и цельнометаллическим фургоном;
- Кубань-ГАЗ-32321-03 —  комби 2-рядной кабиной и цельнометаллическим фургоном с высокой крышей.

Также на заказ серийные машины переоборудовались под передвижные электролаборатории, кареты скорой помощи, катафалки, спецавтобусы для МЧС и дорожных служб.
В 1997 году производство автомобилей на «АвтоКубань» почти полностью остановилось ввиду дефицита оборотных средств, возникшего из-за большого долга краевых властей, не рассчитавшихся за большую партию уже отгруженных микроавтобусов. Дефицит средств спровоцировал срыв параллельных заказов, а также привёл почти к полной остановке производства.
В конце 1998 года с конвейера сошёл последний микроавтобус завода: Кубань-ГАЗ-3232, собранный по заказу Лазаревского управления электросетей. После этого производство было полностью остановлено и началась процедура банкротства и, после распродажи имущества, АО «АвтоКубань» было официально ликвидировано 19 декабря 2001 года.
В настоящее время[когда?] территория завода занята различными торговыми и складскими организациями.

## В игровой и сувенирной индустрии
Модель автобуса Кубань-Г1А1-02 выпускает производитель «Start Scale Models» в расцветках бело-зелёного и бело-голубого цветов, а так же вариант «автоклуб». Так же бело-зелёная сборная модель автобуса выпускается фирмой AVD (Автомобиль в деталях). В 1993—2012 гг. модель автобуса Кубань-Г1А1-02 в различных исполнениях выпускалась краснодарской фирмой «Компаньон». 13 января 2020 года вышел третий выпуск журнала «Наши автобусы» от фирмы Modimio — Кубань-Г1А1-02 «Альтернативная реальность», который, помимо журнала и модели, содержит в себе красочную наклейку с изображением автобуса. Модель высокого качества, сделана из металла и пластика, белого цвета с голубыми полосами.

## Галерея

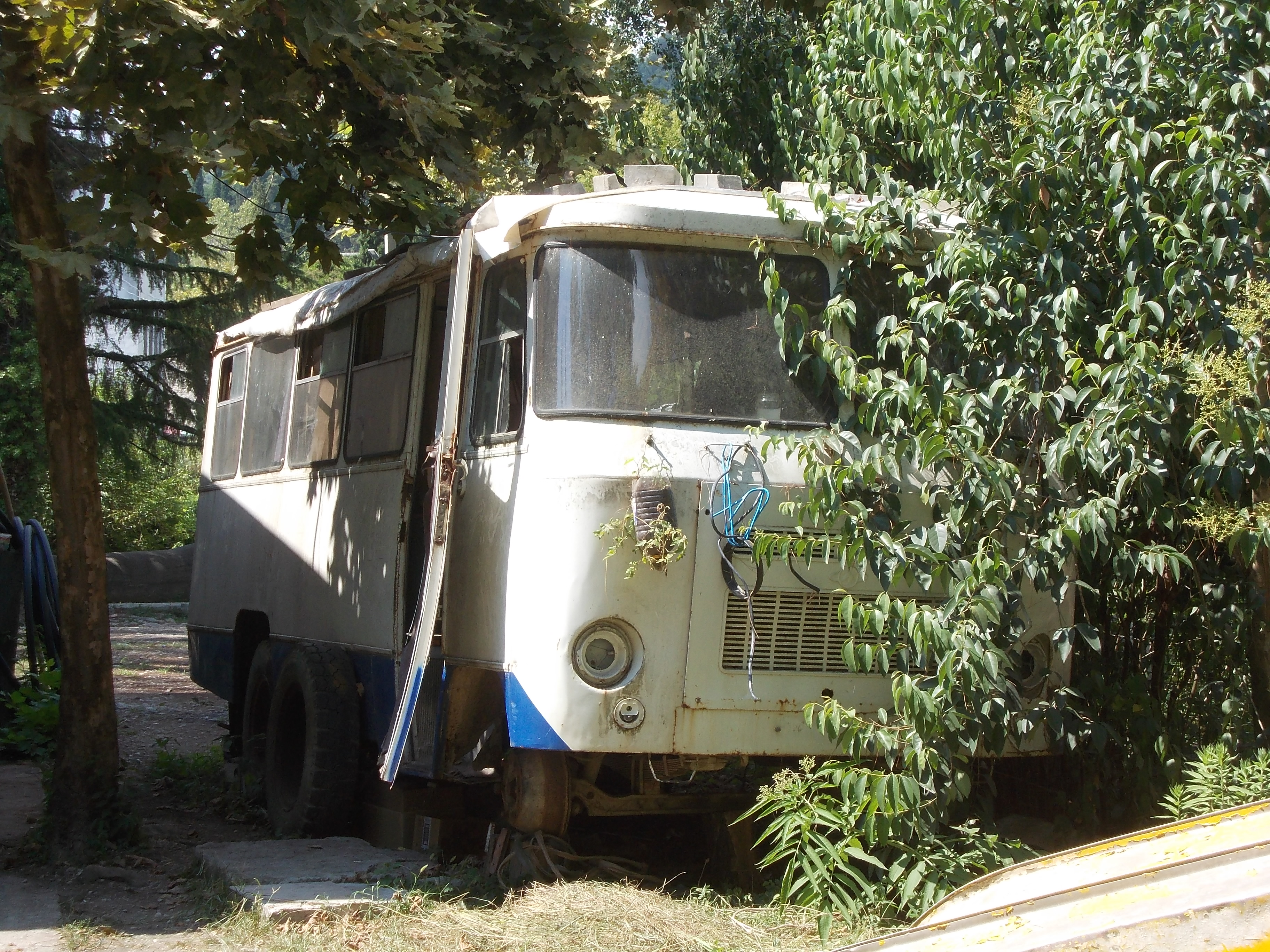
Г1А в качестве бытовки в Новом Афоне, Абхазия.
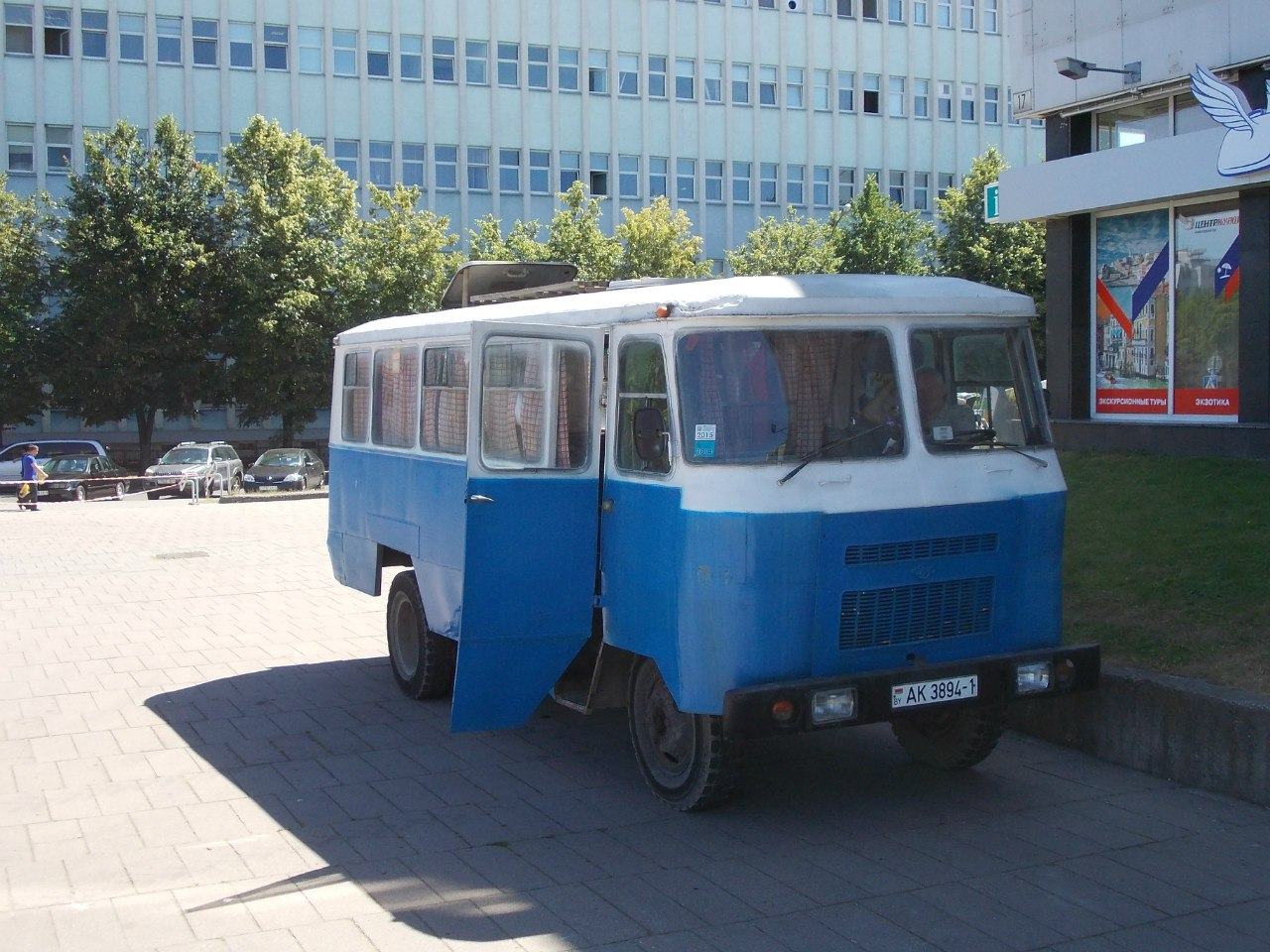
Г1А1 в Бресте, Беларусь.
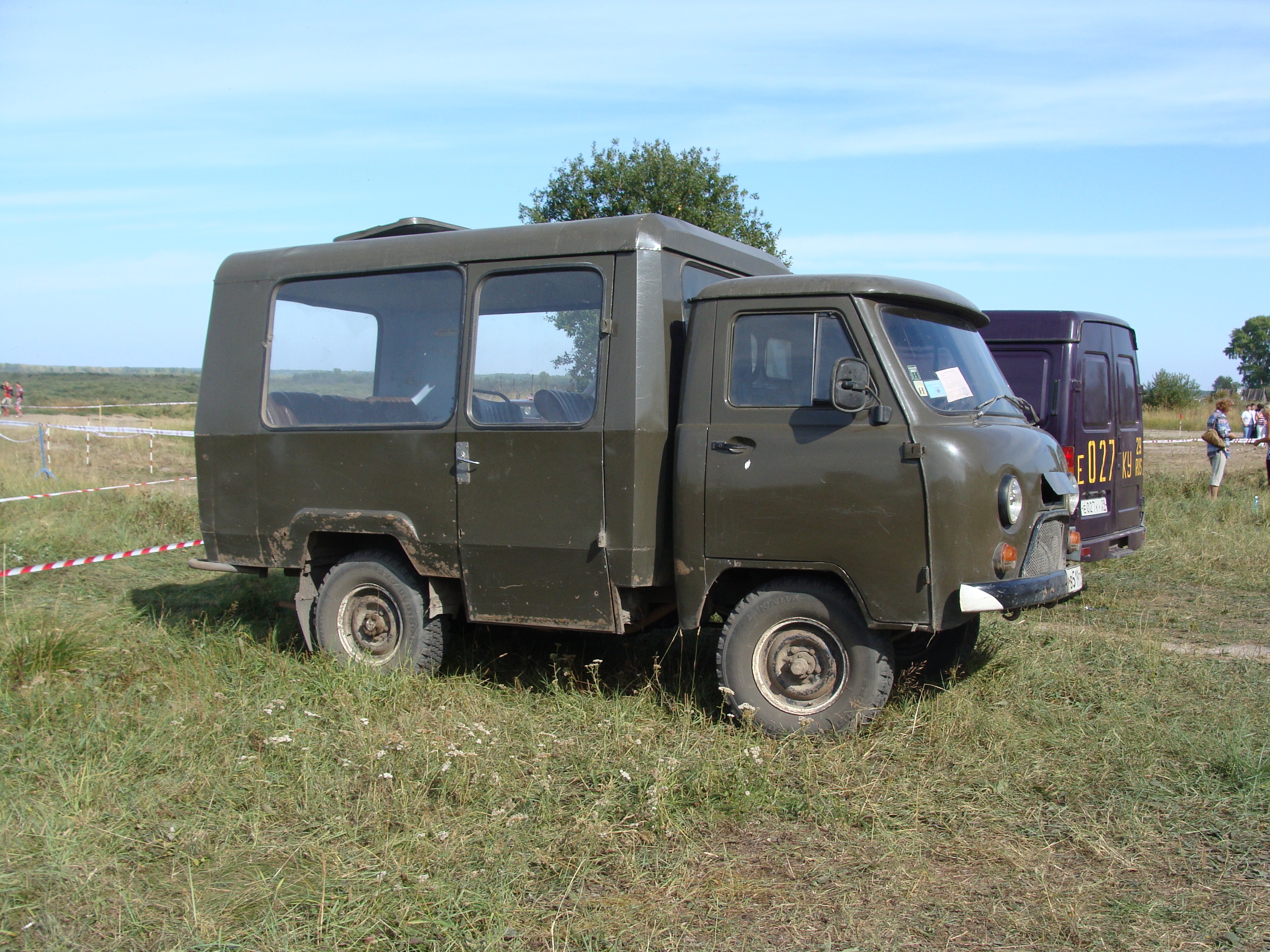
Автоклуб КМЗ-Т12.02. (1986-1995 г.г.)
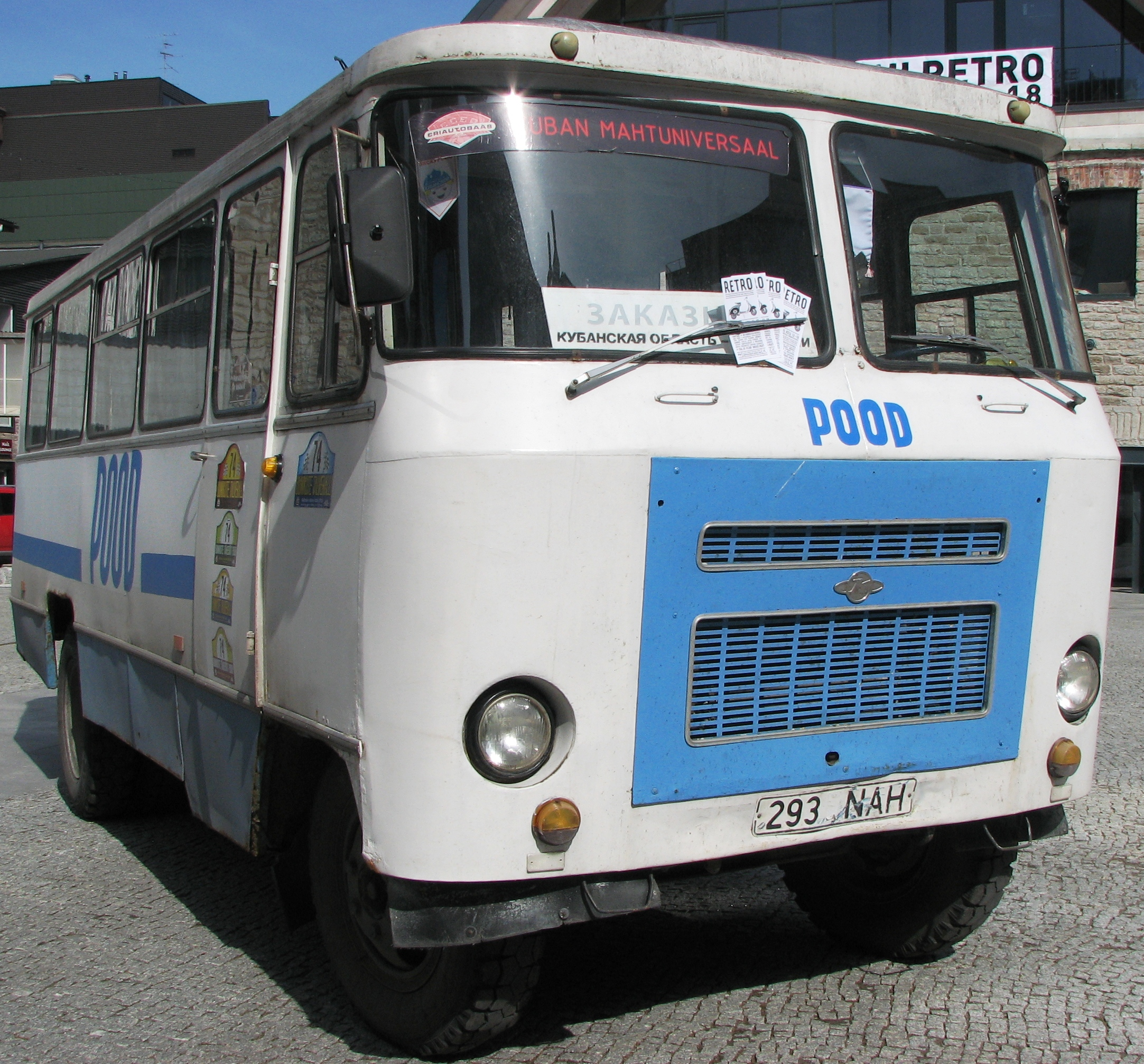
Г1А в Казахстане.
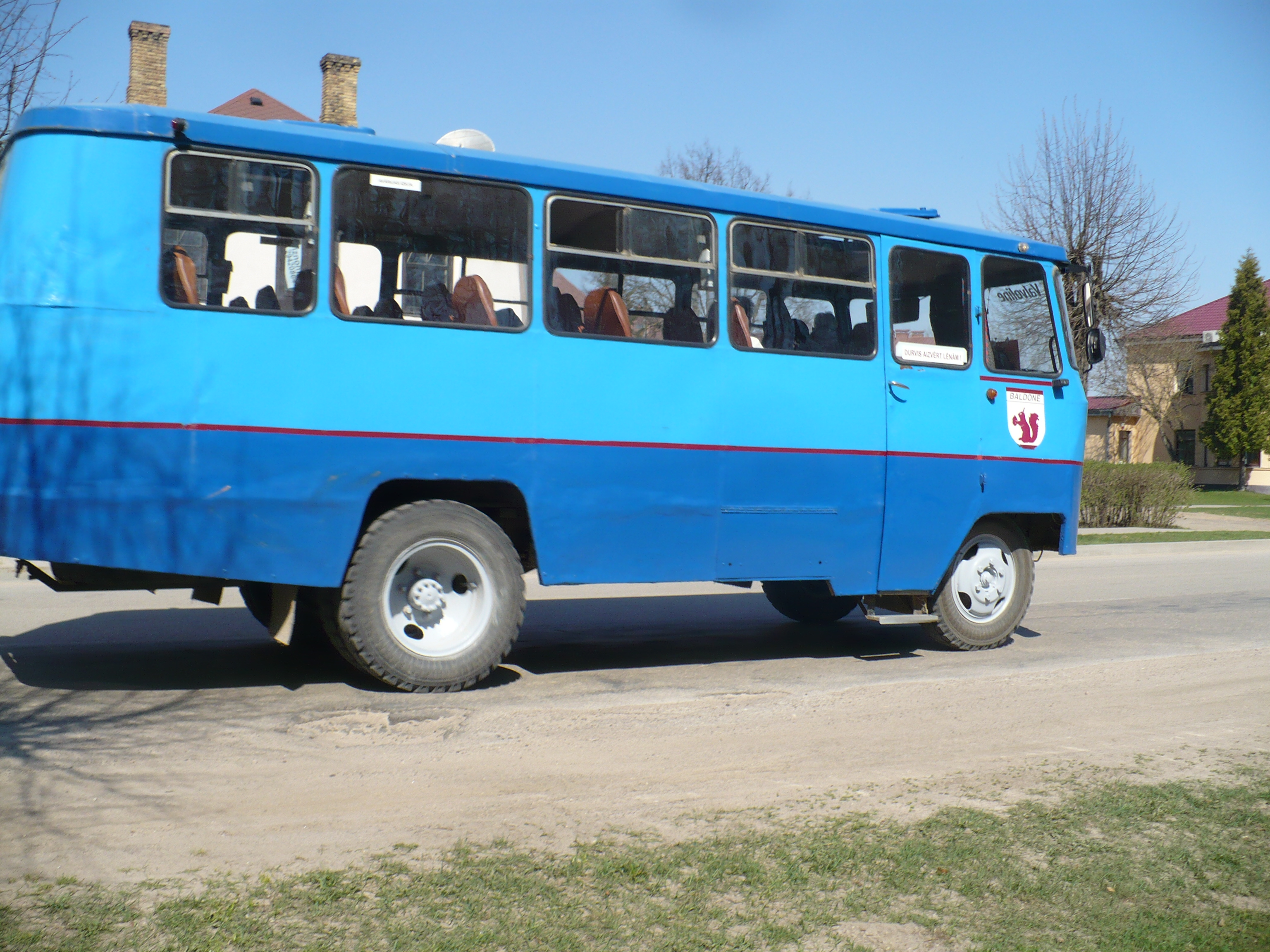
Г1А в Латвии.
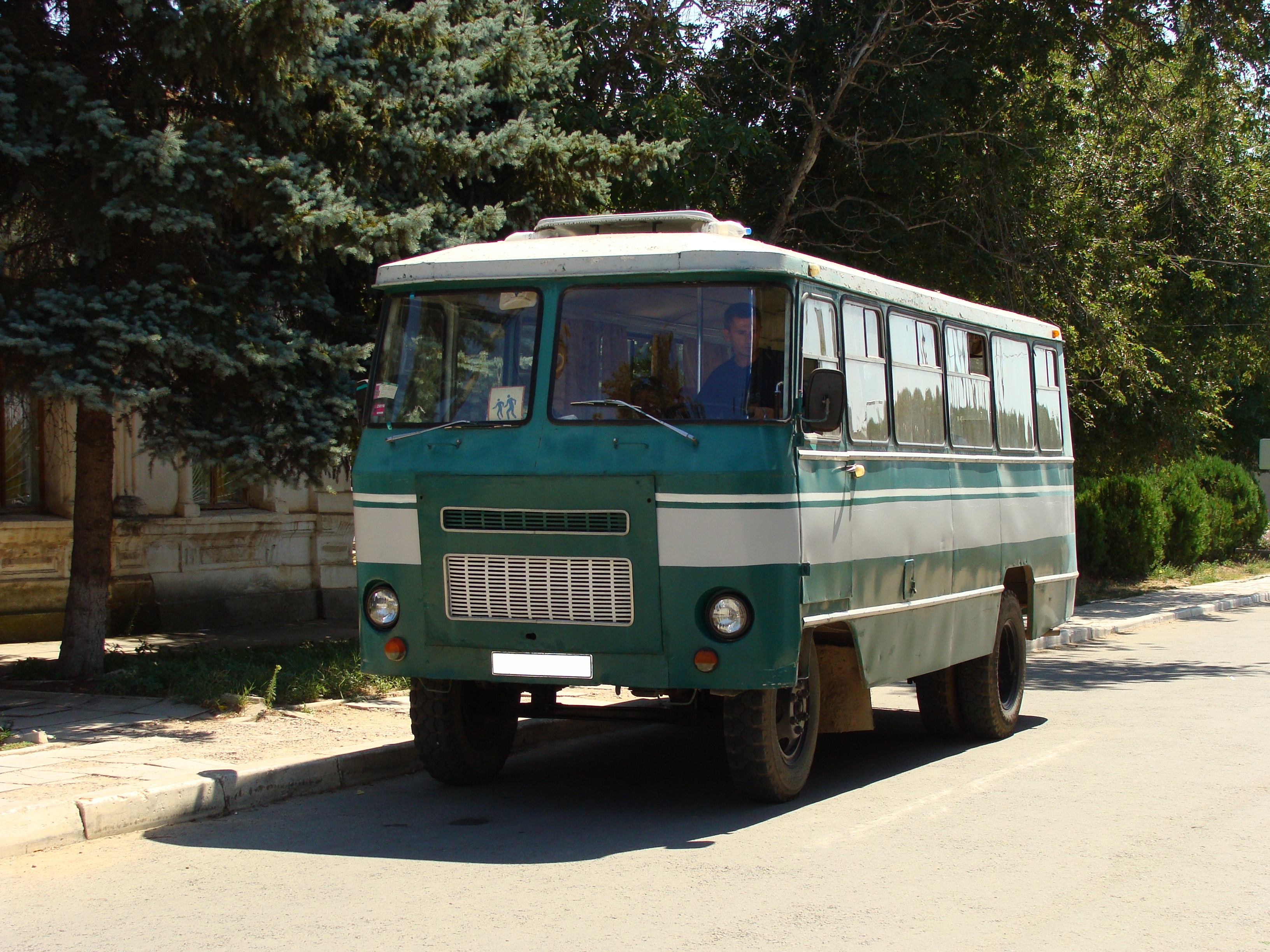
Кубань Г1А1-02 в Крыму.
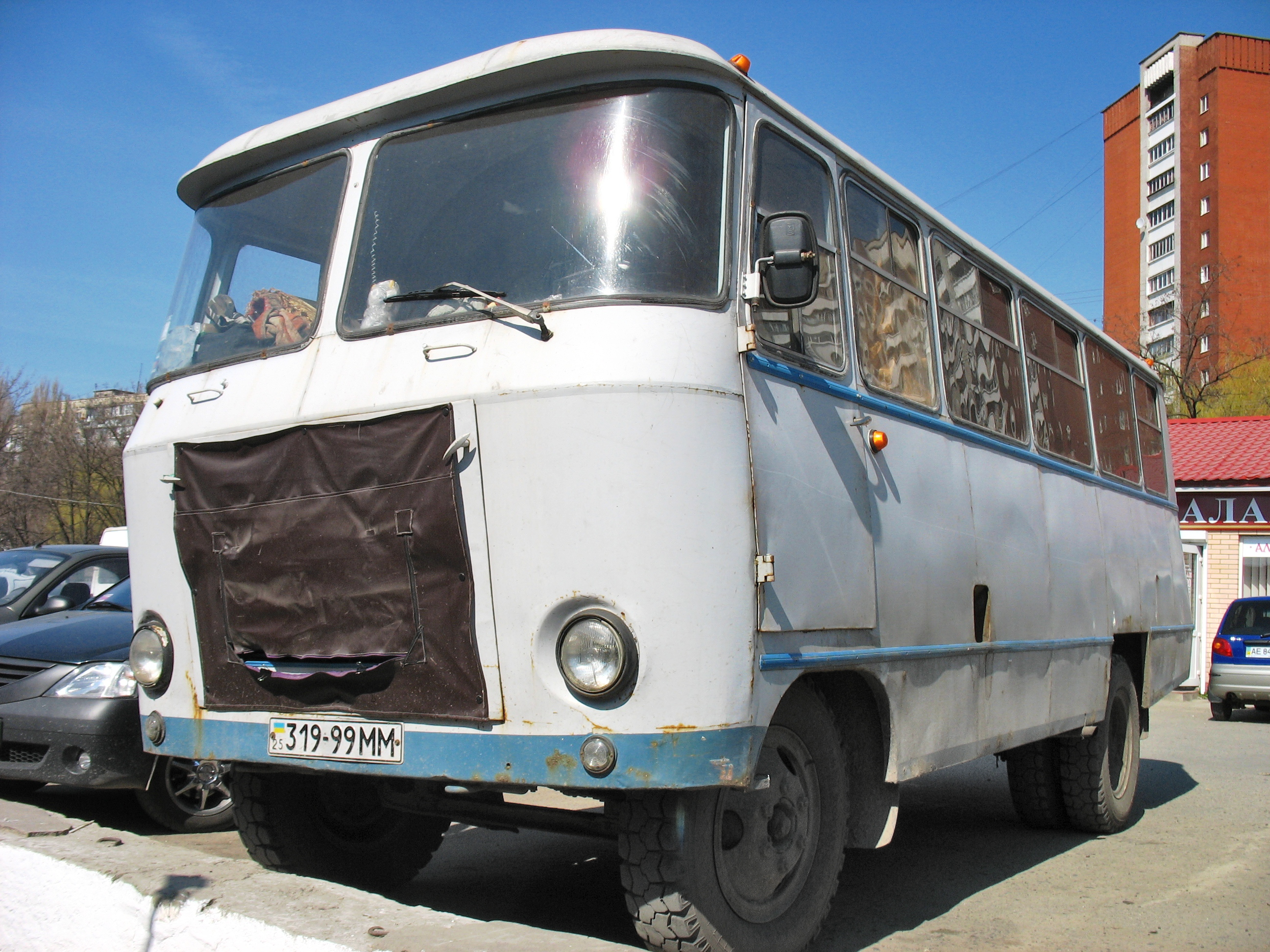
Кубань Г1А1-02 в Днепропетровске, Украина.